# Haliotis rufescens
Espèce
Statut de conservation UICN

CRA2cde : 
En danger critique
Haliotis rufescens est une espèce d’escargots de mer comestibles de la famille des Haliotidae.

## Répartition
Haliotis rufescens se rencontre aux États-Unis (Oregon, Californie) et au Mexique (Basse-Californie). Il est plus commun dans la moitié sud de son aire de répartition.

## Systématique
Le nom valide complet (avec auteur) de ce taxon est Haliotis rufescens Swainson, 1822.
Haliotis rufescens a pour synonymes :
- Haliotis californiana Valenciennes, 1832
- Haliotis hattorii Bartsch, 1940
- Haliotis ponderosa C.B.Adams, 1848